# Bhuszan
Bhuszan (Bhūṣan, hindi: भूषन, bradź: भूषण) (1613-1715) – tworzący w języku bradź poeta nurtu riti (rīti) tradycji literackiej języka hindi lub okresu riti (rīti-kāl), znany tradycji historycznoliterackiej również jako Bhuszan Tripathi (Bhūṣan Tripāṭhī, hindi: भूषन त्रिपाठी), ur. w Triwikrampurze koło Kanpuru w rodzie (kula) Tripathi (Tripāṭhī) linii (gotra) Kasjap (Kasyap). Jego ojcem był Ratnakar (Ratnākar) lub Ratinath (Ratināth). Przyjmuje się, że jego braćmi byli Ćintamani i Matiram, rzadziej: Nilkanth, poeci tworzący w ramach tego samego nurtu. Bhuszan przynależał do dworskiej kultury literackiej języka bradź o zasięgu ponadregionalnym. Jego patronem był wódz maracki Śiwadźi Bhosle, a wcześniej prawdopodobnie także król Rudraśah z rodu Solanki oraz król Ćhatrasal z rodu Bundelów. Bhuszanowi przypisuje się sześć utworów poetyckich.

## Twórczość
Bhuszanowi przypisuje się sześć utworów poetyckich: Klejnot króla Śiwadźiego (Śivrājbhūṣaṇ), Pięćdziesiąt dwie strofy o Śiwadźim (Śivābāvanī), Dziesięć strof o Ćhatrasalu (Chatrasāldaśak), Bhūṣaṇ-hajārā, Bhūṣaṇ-ullās i Dūṣaṇ-ullās. Pięćdziesiąt dwie strofy o Śiwadźim (Śivābāvanī) oraz Dziesięć strof o Ćhatrasalu (Chatrasāldaśak) stanowią prawdopodobnie późniejsze redaktorskie kompilacje strof pozyskanych z tradycji ustnej, a utwory Bhūṣaṇ-hajārā, Bhūṣaṇ-ullās i Dūṣaṇ-ullās uważa się za zaginione. Do twórczości Bhuszana zalicza się także tzw. strofy niepowiązane (sphuṭ kāvya) pozyskane z tradycji ustnej oraz z manuskryptów zbiorowych. Inny poemat, Światło figury poetyckiej (Alaṅkār-prakāś) przypisywany niekiedy Bhuszanowi uznaje się za dzieło Murlidhara (Murlīdhar), który posłużył się w tym utworze pseudonimem literackim Bhuszan.

### Poemat
Klejnot króla Śiwadźiego (Śivrājbhūṣaṇ) jest poematem z gatunku ritigranth (rītigranth), którego część konstytutywna oparta jest na występujących naprzemiennie definicjach figur poetyckich i przykładach ich zastosowania, tzw. ilustracjach. Klejnot króla Śiwadźiego dostępny jest w postaci licznych wydań oraz kilku manuskryptów przechowywanych w indyjskich archiwach. Został skomponowany w 1673 r. na zamówienie wodza marackiego Śiwadźiego Bhosle przed jego królewską konsekracją w 1674 r. Poemat w zależności źródła liczy od 347 do 383 strof i składa się z czterech części początkowych oraz części konstytutywnej dla gatunku ritigranth, liczącej od 318 do 353 strof. Części początkowe to: 1) formuła otwarcia zawierająca inwokacje do trzech bóstw, 2) opis rodowodu królewskiego zawierający genealogię Śiwadźiego, 3) opis miasta Rajgarhu – nowej stolicy Śiwadźiego oraz 4) opis rodowodu poety Bhuszana. W pozostałej i najdłuższej części poematu każda z definicji figur poetyckich, wzorowanych na dziełach sanskryckich teoretyków literatury, poprzedza od jednej do trzech ilustracji stanowiących przykłady zastosowania figur. Na ilustracje składają się poetyckie obrazy politycznych i militarnych dokonań Śiwadźiego oraz jego cech świadczących o zdolności do pełnienia funkcji władcy. Cechy te są zasadniczo zgodne z tradycyjnymi, tj. znanymi z innych dworskich tradycji literackich subkontynentu indyjskiego, obrazami królewskości (rājādharma). Uznaje się, że poemat Klejnot króla Śiwadźiego, jako przykład literatury kunsztownej, adresowany był do odbiorcy elitarnego, wykształconego, najczęściej reprezentanta środowisk dworskich – dworu imperium Wielkich Mogołów oraz powiązanych z nim ściśle na arenie geopolitycznej rozlicznych dworów regionalnych, zwłaszcza północnej części subkontynentu indyjskiego.